# Thrypticomyia monocera
Thrypticomyia monocera är en tvåvingeart som först beskrevs av Alexander 1927.  Thrypticomyia monocera ingår i släktet Thrypticomyia och familjen småharkrankar. Inga underarter finns listade i Catalogue of Life.